# Gary W. Kronk

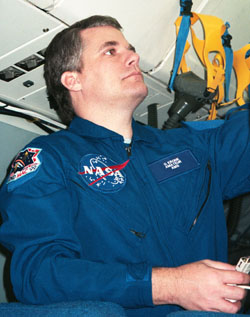
Gary W. Kronk, vor 2010

Gary W. Kronk (* 23. März 1956) ist ein US-amerikanischer Amateurastronom.

## Leben
Gary W. Kronk erhielt 1981 seinen Bachelor of Science in Journalistik von der Southern Illinois University in Edwardsville, Illinois. Seit 1985 arbeitet er an der Washington University in St. Louis als Programmierer/Analytiker. Kronk ist in zweiter Ehe verheiratet und hat 2 Söhne aus erster Ehe.
Kronk besaß schon seit jungen Jahren ein Interesse an Astronomie, ausschlaggebend für seine späteren Veröffentlichungen war aber die Beobachtung des Kometen C/1973 E1 (Kohoutek). 1999 durfte er an der Leonid MAC (Multi-Instrument Aircraft Campaign) der NASA und United States Air Force teilnehmen, welche die Leoniden über Westeuropa und dem Atlantischen Ozean untersuchte.
2004 gab das Minor Planet Center (MPC) der Internationalen Astronomischen Union (IAU) bekannt, dass der Asteroid (48300) Kronk wegen seiner Arbeit zur Kometographie nach Kronk benannt wurde.

## Werke
- Comets. A Descriptive Catalog. Enslow Publishers, New York 1984, ISBN 0-89490-071-4 (englisch).
- Meteor Showers. An Annotated Catalog. Enslow Publishers, New York 1988 (englisch, 2. Auflage. Springer Science+Business Media, New York 2014, ISBN 978-1-4614-7896-6).
- Cometography. A Catalog of Comets. Cambridge University Press, Cambridge, New York (englisch, 6 Volumes).
  - Volume 1: Ancient–1799. 1999, ISBN 0-521-58504-X.
  - Volume 2: 1800–1899. 2003, ISBN 0-521-58505-8.
  - Volume 3: 1900–1932. 2007, ISBN 978-0-521-58506-4.
  - Volume 4: 1933–1959. 2008, ISBN 978-0-521-58507-1.
  - mit Maik Meyer: Volume 5: 1960–1982. 2010, ISBN 978-0-521-87226-3.